# Crook County (Oregon)
Crook County je okres ve státě Oregon v USA. K roku 2010 zde žilo 20 978 obyvatel. Správním městem okresu je Prineville. Celková rozloha okresu činí 7 736 km².

## Sousední okresy
| Růžice kompasu | Wheeler County   | Wheeler County Jefferson County | Jefferson County | Růžice kompasu |
| Růžice kompasu | Deschutes County | Sever                           | Grant County     | Růžice kompasu |
| Růžice kompasu | Deschutes County | Crook County (Oregon)           | Grant County     | Růžice kompasu |
| Růžice kompasu | Deschutes County | Jih                             | Grant County     | Růžice kompasu |
| Růžice kompasu | Deschutes County | Deschutes County                | Harney County    | Růžice kompasu |